# Zesdegraadsvergelijking

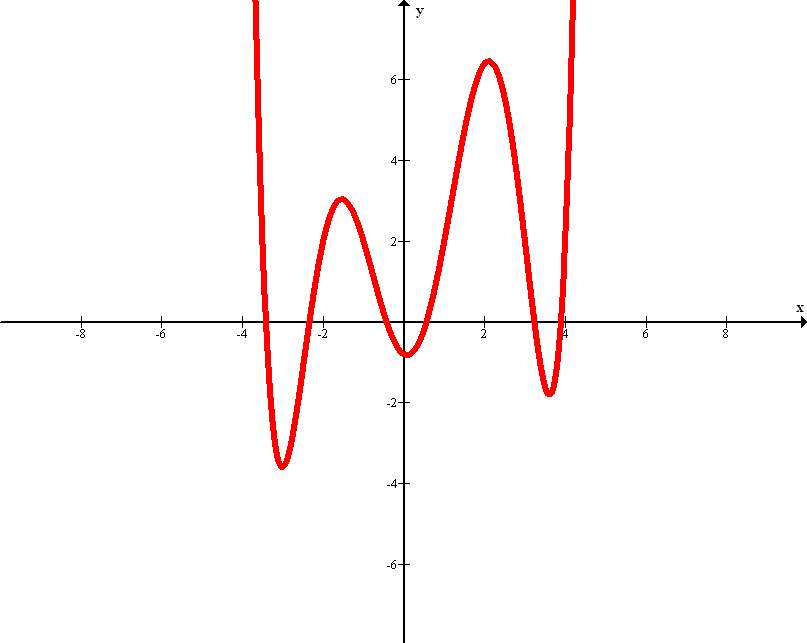
Figuur van een polynoom van de zesde graad met 6 nulpunten.

In de wiskunde, is een zesdegraadsvergelijking een vergelijking, waarin een polynoom van de graad zes gelijkgesteld wordt aan nul:
{\displaystyle ax^{6}+bx^{5}+cx^{4}+dx^{3}+ex^{2}+fx+g=0.}
Daarin is {\displaystyle a\neq 0}. De getallen {\displaystyle a,b,c,d,e,f,g} heten de coëfficiënten van de polynoom. Zij zijn elementen van een lichaam, Nederlands, of veld, Vlaams. Het kunnen gehele, rationale, reële of complexe getallen zijn.
De algemene zesdegraadsvergelijking kan met behulp van Kampé de Fériet functies worden opgelost. Een beperkte klasse van zesdegraadsvergelijkingen kan worden opgelost met gegeneraliseerde hypergeometrische functies in een variabele met Felix Kleins methode voor het oplossen van vijfdegraadsvergelijkingen.